# Episodi de I Soprano (quinta stagione)
La quinta stagione della serie televisiva I Soprano è andata in onda negli USA dal 7 marzo al 6 giugno 2004 sulla rete HBO.
In Italia è stata trasmessa su Canale 5 dal 23 giugno al 17 settembre 2005.
| nº | Titolo originale             | Titolo italiano          | Prima TV USA   | Prima TV Italia   |
| -- | ---------------------------- | ------------------------ | -------------- | ----------------- |
| 1  | Two Tonys                    | Corteggiamento spietato  | 7 marzo 2004   | 23 giugno 2005    |
| 2  | Rat Pack                     | Il cugino di Tony        | 14 marzo 2004  | 30 giugno 2005    |
| 3  | Where's Johnny?              | Conflitti nelle famiglie | 21 marzo 2004  | 14 luglio 2005    |
| 4  | All Happy Families...        | La mossa migliore        | 28 marzo 2004  | 20 luglio 2005    |
| 5  | Irregular Around the Margins | Chiacchiere pericolose   | 4 aprile 2004  | 21 luglio 2005    |
| 6  | Sentimental Education        | Rabbia repressa          | 11 aprile 2004 | 28 luglio 2005    |
| 7  | In Camelot                   | L'amante                 | 18 aprile 2004 | 4 agosto 2005     |
| 8  | Marco Polo                   | Festa di compleanno      | 25 aprile 2004 | 11 agosto 2005    |
| 9  | Unidentified Black Male      | Vita da cantiere         | 2 maggio 2004  | 18 agosto 2005    |
| 10 | Cold Cuts                    | Nervi saldi              | 9 maggio 2004  | 25 agosto 2005    |
| 11 | The Test Dream               | Sogni angoscianti        | 16 maggio 2004 | 1º settembre 2005 |
| 12 | Long Term Parking            | Confessioni pericolose   | 23 maggio 2004 | 10 settembre 2005 |
| 13 | All Due Respect              | Scelta obbligata         | 6 giugno 2004  | 17 settembre 2005 |

## Corteggiamento spietato
- Titolo originale: Two Tonys
- Diretto da: Tim Van Patten
- Scritto da: David Chase e Terence Winter

### Trama
Dopo la separazione dei coniugi Soprano, Tony si è trasferito nella casa dove viveva la madre e le tradizionali cene di famiglia domenicali si tengono ora a casa dei neo-sposi Janice e Bobby, senza la presenza di Carmela. Al rientro a casa, Carmela e Anthony trovano un orso nero in giardino, attirato dal mangime per le anatre lasciato da Tony. Il giorno seguente, mentre Tony è a casa, l'orso ritorna ed è il pretesto per un nuovo litigio tra marito e moglie. Uscito di prigione dopo vent'anni di reclusione, il vecchio boss Feech La Manna chiede a Tony e Corrado di poter tornare in gioco. Riaffiorano le tensioni tra Christopher e Paulie, prima quando rivangano la storia della caccia al russo, poi a una cena degli uomini del clan con le rispettive amanti. Tony, ispirato dalla visione del film Il principe delle maree, decide di riallacciare i rapporti con la dottoressa Melfi sotto una nuova prospettiva invitandola a cena; al rifiuto da parte della dottoressa per motivi deontologici, Tony le chiede allora di riprendere la terapia ma in realtà la seduta è solo una scusa per avvicinarla e chiederle di iniziare una relazione. Durante un pranzo al golf club, Carmine Lupertazzi ha un infarto e viene ricoverato in ospedale in gravi condizioni.

## Il cugino di Tony

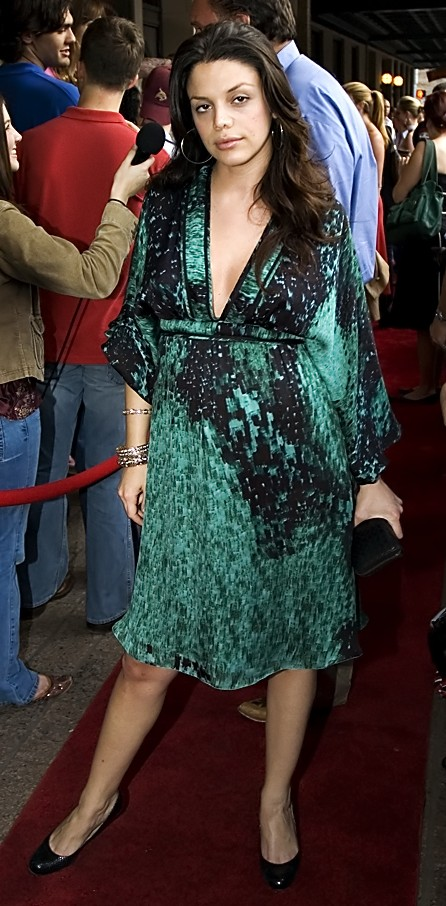
Vanessa Ferlito

- Titolo originale: Rat Pack
- Diretto da: Alan Taylor
- Scritto da: Matthew Weiner

### Trama
Mentre l'FBI continua a indagare senza sosta sulle attività mafiose della Famiglia sfruttando come fonti d'informazione Ray Curto, Adriana e Jack Massarone, Tony si mette in affari con quest'ultimo su un commercio di airbag usati. Tony Blundetto, cugino di Tony Soprano, esce di galera dopo 15 anni e intende mettersi in affari puliti come massoterapista; Tony si dimostra all'inizio riluttante, quindi accetta e gli trova impiego nella lavanderia del coreano Kim. Carmine Lupertazzi muore e si viene a creare un vuoto di potere tra i vari capitani e fra gli esponenti della cosca newyorkese, tra cui l'appena liberato Phil Leotardo schieratosi a favore di Johnny Sack. Quando Tony scopre che Massarone è anch'egli un informatore, lo fa fuori senza pietà.
- Guest star: Vanessa Ferlito, Patti D'Arbanville

## Conflitti nelle famiglie
- Titolo originale: Where's Johnny?
- Diretto da: John Patterson
- Scritto da: Michael Caleo

### Trama

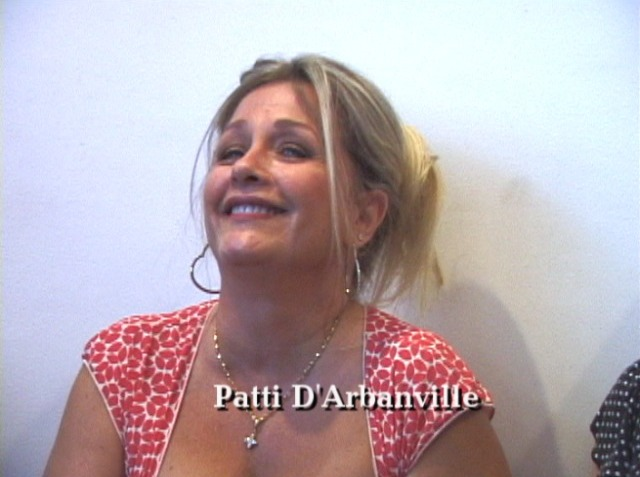
Patti D'Anbarville-Lorraine Calluzzo

Paulie entra in conflitto con Feech La Manna per la spartizione dei lavori di giardinaggio nel quartiere. Lorraine Calluzzo, dopo la morte di Carmine Lupertazzi, sceglie di entrare nella fazione di Little Carmine occupandosi della riscossione del pizzo assieme al suo giovane amante Jason Evanina; Phil Leotardo, schieratosi dalla parte di Johnny Sack, minaccia di ucciderla se non accetta di passare dalla loro parte; Tony, chiamato a fare da mediatore da Angelo Garepe, propone un triumvirato al comando della famiglia Lupertazzi composto dallo stesso Angelo, Little Carmine e Johnny Sack, ma l'idea non piace per niente a quest'ultimo. Corrado intanto in stato confusionale scappa di casa e vaga per la città, venendo fermato dalla polizia.
- Nota: in questo episodio è assente Carmela Soprano (Edie Falco) il che lo rende l'unico episodio della serie in cui è assente il personaggio.

## La mossa migliore
- Titolo originale: All Happy Families...
- Diretto da: Rodrigo García
- Scritto da: Toni Kalem

### Trama
Lorraine Calluzzo, per non aver voluto sottostare all'avvertimento di Johnny Sack, viene barbaramente uccisa assieme al fidanzato Jason Evanina da Billy Leotardo. Di conseguenza, Little Carmine e Angelo Garepe intendono vendicare l'omicidio della donna, scatenando così una guerra all'interno della Famiglia. Tony consente di far gestire la bisca dei vip da Feech La Manna, ma questi approfitta dei discorsi carpiti al tavolo da gioco per derubare un amico di Tony; in seguito Feech si offre di ricoverare nel proprio garage un carico di TV rubate da Christopher, ma viene scoperto da un agente e condotto in prigione. In realtà si tratta di un'imboscata di Tony che vuole liberarsi della presenza problematica di Feech. Il rapporto tra Anthony Jr. e Carmela si guasta: la madre è stanca di fare la parte del genitore severo e così si adopera affinché il ragazzo si trasferisca a vivere a casa di Tony, dove abita anche Artie Bucco.
- Guest star: David Strathairn

## Chiacchiere pericolose
- Titolo originale: Irregular Around the Margins
- Diretto da: Allen Coulter
- Scritto da: Robin Green e Mitchell Burgess

### Trama
Adriana soffre della sindrome del colon irritabile, causata dallo stress per la collaborazione con l'FBI; Tony si fa asportare un piccolo tumore in fronte. I due si intrattengono a parlare dei reciproci malanni e hanno un accenno di flirt. Tony decide così di tornare in analisi dalla dottoressa Melfi per frenare le sue pulsioni. Dopo una serata al Crazy Horse, mentre Christopher è in Carolina del Nord per lavoro, Tony riaccompagna Adriana a casa e i due hanno un incidente stradale: il boss ne esce illeso, la ragazza malconcia. Christopher, rientrato in città, scopre l'accaduto e diviene pazzo di gelosia, anche perché il pettegolezzo circola incontrollato tra gli affiliati; infuriato picchia Adriana, la caccia di casa e riprende a bere. Poi si presenta ubriaco al Bada Bing, dove spara all'auto di Tony e lo minaccia brandendo una pistola. Tony e i suoi uomini immobilizzano Christopher e lo picchiano, il boss non ha tollerato l'affronto e gli punta la pistola contro ma Tony Blundetto lo convince a risparmiare il ragazzo e riesce a farli riappacificare.

## Rabbia repressa

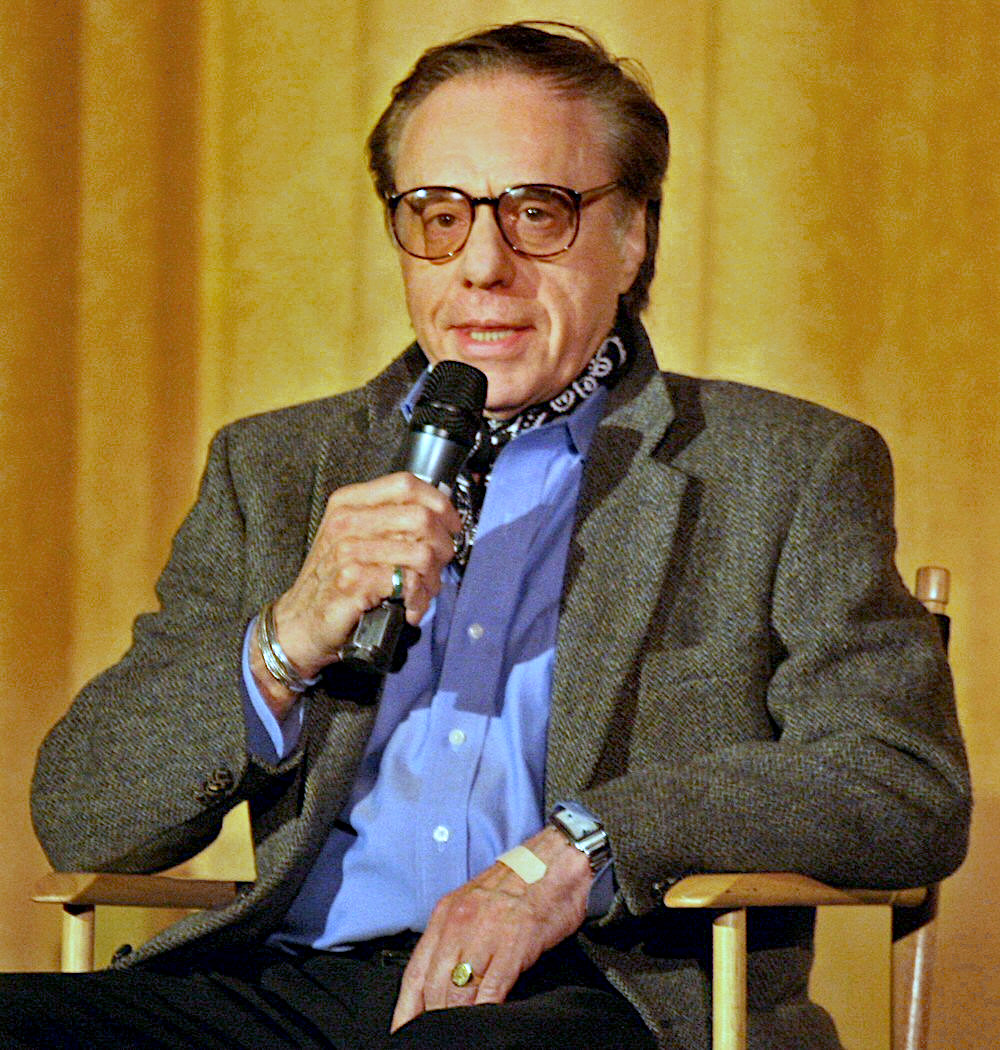
Peter Bogdanovich, regista dell'episodio

- Titolo originale: Sentimental Education
- Diretto da: Peter Bogdanovich
- Scritto da: Matthew Weiner

### Trama
Mentre Carmela inizia una relazione con il prof. Robert Wegler, preside della scuola di A.J., Tony Blundetto si dedica anima e corpo allo studio per conseguire il diploma di massoterapista. Il suo datore di lavoro coreano, superate alcune diffidenze iniziali, comincia a vedere in Tony una persona tenace e dedita al sacrificio: gli propone così di aprire assieme un salone di massaggi. Tony B. ne è entusiasta: supera l'esame e comincia a ristrutturare un vecchio negozio per creare il suo salone. Tutto gli gira alla grande, addirittura una sera trova per strada una borsa con 12 000 dollari (soldi che, in breve tempo, dilapida ai tavoli da poker). Carmela intanto prosegue la sua relazione clandestina col preside, il quale per fare felice la sua amante fa pressioni sul professore di matematica di Anthony Jr. La relazione dura poco: ben presto il preside si fa prendere da scrupoli e si convince di essere stato usato da Carmela al solo scopo di favorire il figlio nella sua carriera scolastica e così decide di troncare di netto la relazione. Tony B, esausto dalla situazione in cui si è cacciato col salone di massaggi, litiga furiosamente con il coreano e fa a pezzi il locale.
- Guest star: David Strathairn

## L'amante

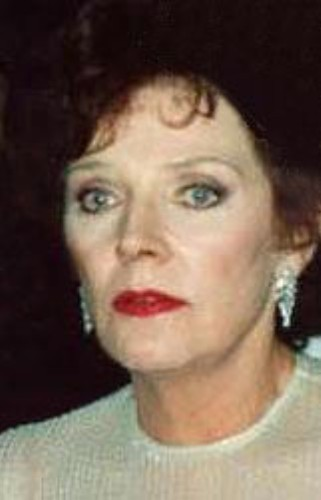
Polly Bergen-Fran Felstein

- Titolo originale: In Camelot
- Diretto da: Steve Buscemi
- Scritto da: Terence Winter

### Trama
Al cimitero per il funerale di zia Concetta, Tony vede una distinta signora seduta di fronte alle tombe dei suoi genitori: incuriosito, si avvicina e scopre che si tratta di Fran Felstein, l'amante di suo padre, Johnny Boy. L'anziana signora narra a Tony molti ricordi e svela aspetti di Johnny Boy che il figlio non conosceva, raccontando della loro relazione, durata anni.
Nel frattempo, Chris, che si tiene lontano da alcol e droga, per dare una mano all'amico sceneggiatore J.T., lo coinvolge nel giro della bisca dei Soprano: J.T. perde ogni avere e comincia a farsi prestare denaro da Chris.
- Guest star: Polly Bergen
- Altri interpreti: Joseph Siravo, Timothy Daly

## Festa di compleanno
- Titolo originale: Marco Polo
- Diretto da: John Patterson
- Scritto da: Michael Imperioli

### Trama
Viene organizzata una festa a casa di Carmela, per festeggiare il 75º compleanno di suo padre. Il padre di Carmela, spinto dalla grande stima che nutre verso Tony, chiede a Carmela se anche Tony appunto possa prendervi parte. Carmela riesce a convincere Tony. Dopo la festa, mentre gli amici stretti di Tony sono in piscina a divertirsi con Meadow ed Anthony Jr., Tony prova a riavvicinarsi a Carmela. Decide di lanciarla scherzosamente in piscina. Carmela sembra stare al gioco. Quando poi tutti gli altri lasciano la piscina, Tony le si avvicina e prova a baciarla. Carmela indietreggia con la testa, però dopo qualche secondo decide di concedersi al palese corteggiamento dell'ex marito.

## Vita da cantiere
- Titolo originale: Unidentified Black Males
- Diretto da: Tim Van Patten
- Scritto da: Matthew Weiner e Terence Winter

### Trama
Le indiscrezioni che vedono Tony Blundetto coinvolto nell'omicidio di Joey Peeps arrivano a Johnny Sack che vuole entrare in guerra contro Little Carmine. Meadow vive un periodo di stallo nella sua relazione. Intanto Carmela scopre che Tony ha fatto di tutto per renderle impossibile l'assunzione di un avvocato per il divorzio. Tony si sente anche colpevole per l'incarcerazione di suo cugino e ne discute con la dottoressa Melfi.
- Guest star: Aleksa Palladino

## Nervi saldi
- Titolo originale: Cold Cuts
- Diretto da: Mike Figgis

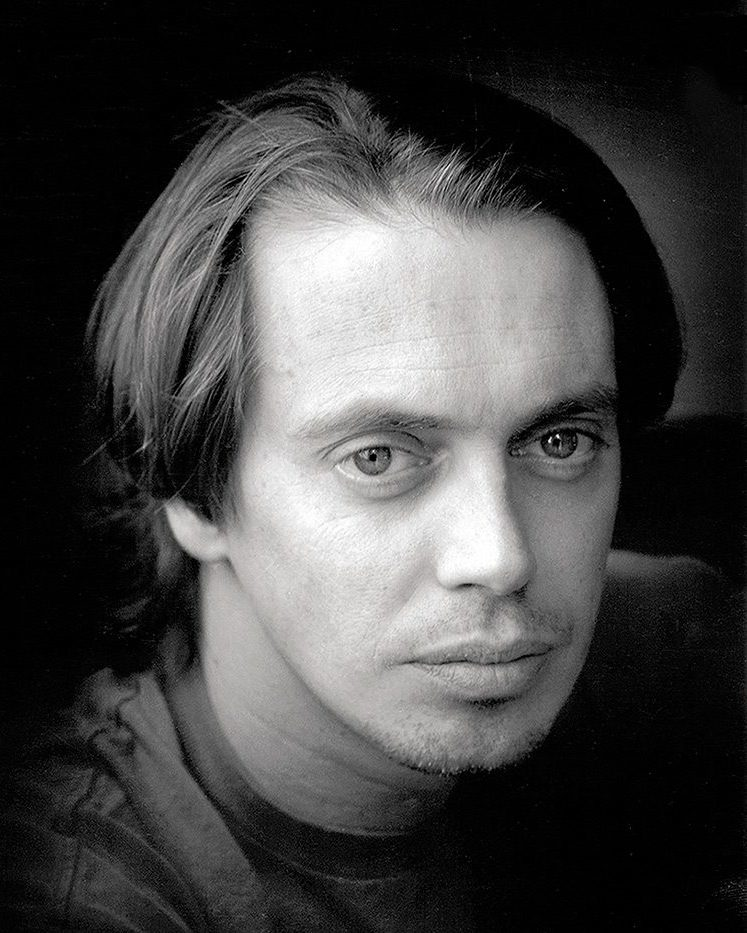
Steve Buscemi-Tony Blundetto

- Scritto da: Robin Green e Mitchell Burgess

### Trama
Janice è in terapia per cercare di controllare gli scatti di ira. Tony e Carmela sono ancora in conflitto, i due però cercano ugualmente di organizzare insieme una festa per il fidanzamento di Meadow. Tony B. e Christopher, durante un viaggio in campagna per recuperare alcuni cadaveri compromettenti, si ritrovano a ricordare il periodo della loro infanzia, cosa che appiana i contrasti esistenti tra i due cugini.
- Guest star: Frank Albanese, Sharon Angela, Chris Caldovino, Max Casella, Joseph R. Gannascoli, Dan Grimaldi, Arthur J. Nascarella, Frank Santorelli, David Strathairn, Frank Vincent, Chandra Wilson

## Sogni angoscianti
- Titolo originale: The Test Dream
- Diretto da: Allen Coulter

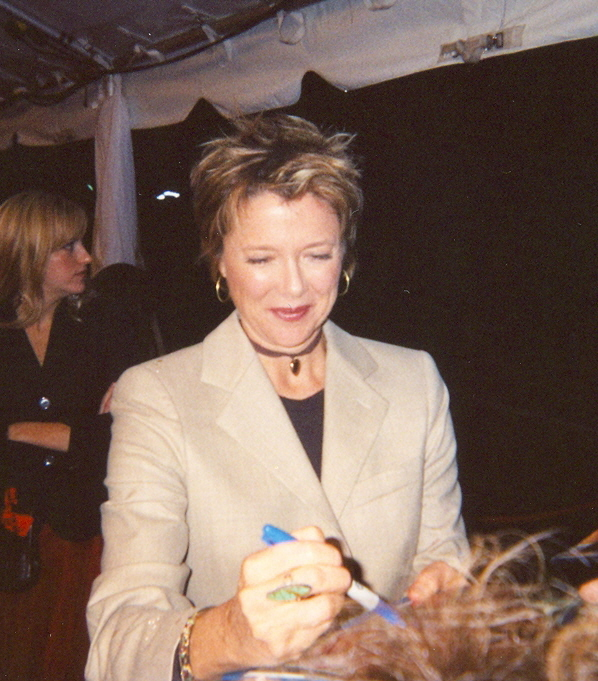
Annette Bening

- Scritto da: David Chase e Matthew Weiner

### Trama
Valentina, l'amante di Tony, mentre si appresta a preparagli delle uova strapazzate è vittima di un incidente domestico: i suoi vestiti prendono fuoco e riporterà lesioni sulla parte sinistra del volto con ustioni di secondo grado. Tony andrà in ospedale rassicurandola sulla copertura delle spese mediche. Più tardi, Angelo Garepe viene brutalmente assassinato da Phil e Billy Leotardo per essere stato uno dei mandanti dell'omicidio del soldato dei Lupertazzi Joey Peeps. Intanto Tony prende una stanza all'Hotel Plaza a New York, dove incontra per caso la dottoressa Melfi. Giunta la sera, Tony verrà avvertito da Silvio dell'omicidio di Angelo e tenterà di mettersi in contatto con suo cugino Tony B (amico fraterno di Angelo durante la detenzione in carcere) in tutti i modi, ma senza successo. Si metterà poi a dormire e inizierà una serie di sogni che durerà gran parte dell'episodio (in assoluto, la sequenza onirica più lunga di tutte e 6 le stagioni) in cui incontrerà buona parte dei suoi collaboratori defunti per "motivi di affari" e non.
Viene svegliato dalla Reception dell'albergo, per una visita, e viene raggiunto dal nipote Chris, che lo mette al corrente che suo cugino Tony B ha ucciso Billy Leotardo e ferito il fratello Phil per vendicare Angelo.
- Guest star: Annette Bening, John Heard, David Proval, Joseph Siravo, Vincent Pastore, Al Sapienza, Annabella Sciorra, Charlie Scalies, Joe Pantoliano e John Fiore
- Nota. Il titolo, per ammissione dello stesso Chase[1], sta per la situazione onirica in cui un individuo sogna di arrivare tardi a un test scolastico e senza indossare indumenti: in sostanza, il sentirsi inconsciamente impreparati ad affrontare un esame o a una realtà della vita. È quello che qui accade a Tony, incapace di accettare le conseguenze delle azioni di Tony B.

## Confessioni pericolose
- Titolo originale: Long Term Parking
- Diretto da: Timothy Van Patten
- Scritto da: Terence Winter

### Trama
Adriana è sempre più sotto pressione dei federali. La ragazza prova a resistere e cerca di convincere Christopher a entrare nel programma di protezione dei testimoni. A questo punto Christopher organizza la "scomparsa" della ragazza, che viene uccisa da Silvio Dante. Tony e Carmela cercano un accordo per tornare insieme e per questo organizzano un nuovo progetto immobiliare per Carmela. Johnny Sack lancia un ultimatum a Tony affinché gli consegni il cugino Tony B.

## Scelta obbligata
- Titolo originale: All Due Respect
- Diretto da: John Patterson

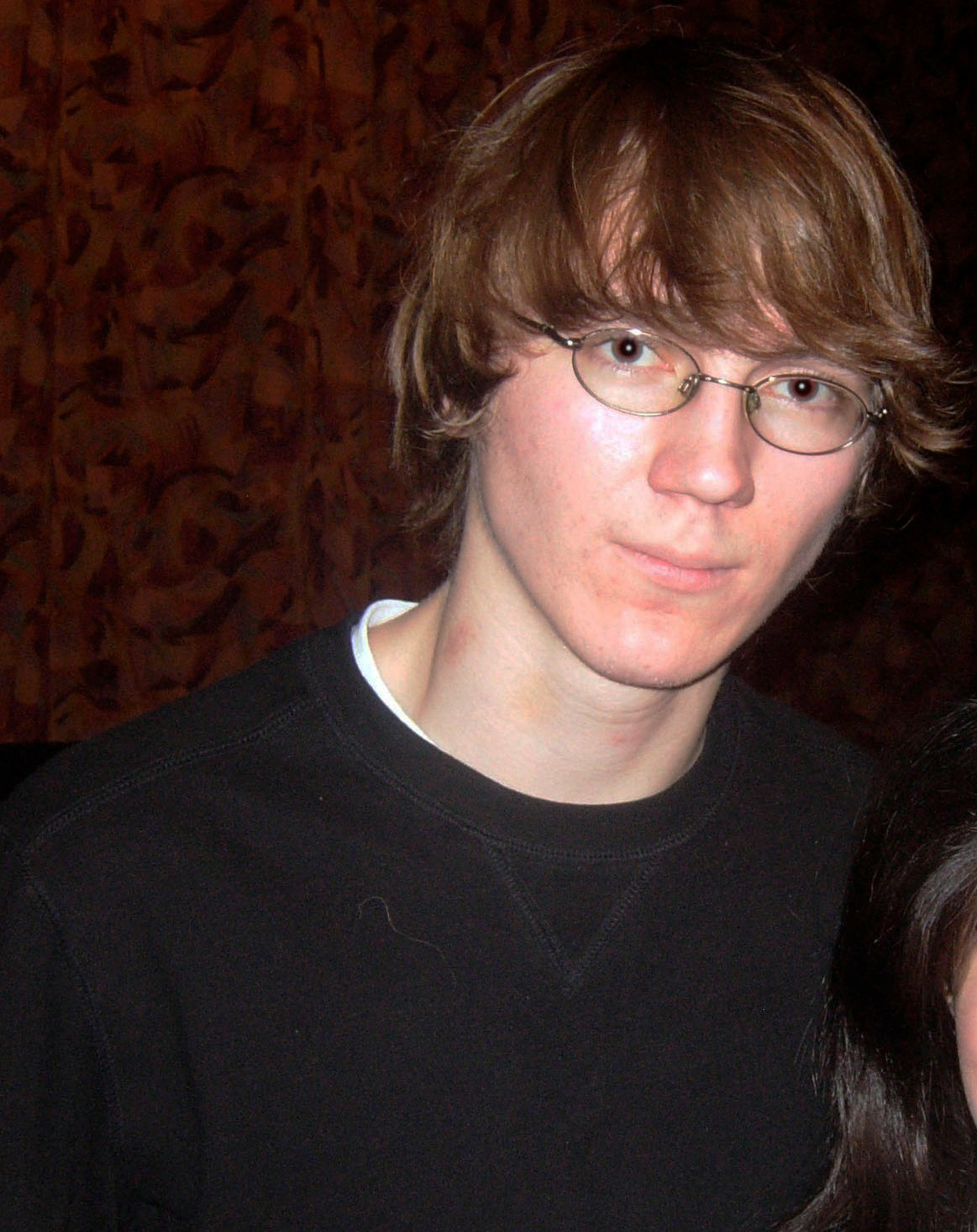
Paul Dano-Patrick Whalen

- Scritto da: David Chase, Robin Green e Mitchell Burgess

### Trama
Phil Leotardo inizia a far pressione su Johnny Sack per ottenere vendetta. In occasione del compleanno di Ray Curto, che continua a collaborare con l'FBI, Tony annuncia ai suoi uomini che non intende consegnare suo cugino a Phil poiché vuole torturarlo. L'ostruzionismo di Tony si ripercuote su Christopher, costretto a nascondersi, e, soprattutto, Benny Fazio, che viene malmenato da Phil all'esterno del Crazy Horse. Questo episodio spinge il boss, pieno di dubbi e rimorsi, a rivedere la sua scelta: sarà proprio lui a uccidere suo cugino Tony Blundetto nella vecchia casa dello zio Pat, per poi consegnarlo a Johnny. L'epilogo della faccenda scontenta Phil, desideroso di vendicare personalmente la morte del fratello, mentre i due boss trovano un accordo per porre fine alle ostilità. Al termine dell'incontro tra i due, però, Johnny Sack viene arrestato dall'FBI.